# Osokorî, Semenivka
Osokorî (în ucraineană Осокори) este un sat în comuna Jovtneve din raionul Semenivka, regiunea Poltava, Ucraina.

## Demografie
Componența lingvistică a localității Osokorî
     Ucraineană (97,78%)
     Rusă (2,22%)
Conform recensământului din 2001, majoritatea populației localității Osokorî era vorbitoare de ucraineană (97,78%), existând în minoritate și vorbitori de rusă (2,22%).